# Goera redacta
Goera redacta är en nattsländeart som beskrevs av Yang och Armitage 1996. Goera redacta ingår i släktet Goera och familjen grusrörsnattsländor. Inga underarter finns listade i Catalogue of Life.